# Aster exilis
Aster exilis là một loài thực vật có hoa trong họ Cúc. Loài này được Elliott mô tả khoa học đầu tiên năm 1823.